# Débora Lyra
Débora Moura Lyra (Divinópolis, 26 de septiembre de 1989) es una modelo brasileña, coronada Miss Brasil 2010 el 10 de enero de 2010. Comenzó a trabajar como modelo a la edad de ocho años, y en los primeros años de la adolescencia empieza a participar en varios concursos de belleza. A la edad de quince años se toma un descanso de cuatro años dal mundo de la moda, para trabajar en una empresa de exportación de café y ayudar económicamente a su familia.
A los dieciocho años Débora Lyra gana el concurso de Miss Minas Gerais 2010, y obtiene el derecho de representar al Estato de Minas Gerais en Miss Brasil 2010. La modelo luego partecipa en Miss Universo 2010 el 23 de agosto de 2010 en Las Vegas, pero no logra obtener una colocación digna de mención.
Anteriormente había ganado el concurso Top Model of the World 2008/2009, celebrado en Berlín.